# بادقپک سه‌انگشته
بادقپک سه‌انگشته یا بادقپک پاپوآیی (نام علمی: Aerodramus papuensis)، در گذشته Collocalia papuensis) گونه‌ای بادخورک است که در گینه نو یافت می‌شود.